# Samir Zaoui
Samir Zaoui (Aïn Boucif, 3 de junho de 1976) é um futebolista profissional argelino que atua como defensor.

## Carreira
Samir Zaoui representou o elenco da Seleção Argelina de Futebol no Campeonato Africano das Nações de 2010.